# Toxopneustes elegans
Toxopneustes elegans is een zee-egel uit de familie Toxopneustidae.
De wetenschappelijke naam van de soort werd in 1885 gepubliceerd door Ludwig Döderlein.